# Motesic
Motesic (szlovákul Motešice) község Szlovákiában, a Trencséni kerületben, a Trencséni járásban. Alsó- és Felsőmotesic egyesítésével jött létre. Régi neve Majtény. Bánpetri tartozik hozzá.

## Fekvése
Trencséntől 23 km-re délkeletre fekszik.

## Története
A település neve 1208-ban bukkan fel először, amikor az ide vezető utat „via Motihe” alakban említik. 1265-ben a település nemeseit „nobiles de Moythe” néven említik. 1275-ben „Villa Moytech”, 1300-ban „posessio Moythen” néven szerepel az írott forrásokban.
Az 1332 és 1337 között felvett pápai tizedjegyzék „plebanus Joannes de Maytis” alakban említi a falu papját. 1334-ben a faluba vezető út „via Bazna usque villam Moythyn” néven szerepel. 1338-ban a divéki Folkmar család birtoka, ekkor „terra Moythih” alakban említik.
A község nemesei közül a divéki eredetű Motesici, vagy más néven Majthényi család emelkedett a legmagasabbra. A család nagyságát Majthényi György alapozta meg, aki 1434-ben hadi szolgáltaiért Luxemburgi Zsigmondtól megkapta Keselőkő várát. A család előnevét is a várról vette. A falu 1482-ben szerepel először írott forrásban Motesic alakban. A Majthényi család címerét 1488-ban Corvin János adományozta. II. Ferdinándtól 1631-ben bárói rangot kaptak. A 16. században Alsó- és Felsőmotesicként már két falu állt ezen a területen.
A trianoni békéig mindhárom község (Bánpetrit is beleértve) Trencsén vármegye Báni járásához tartozott.
1960-ban egyesítették a két Motesicet. 1971-ben Bánpetrit csatolták a faluhoz.

## Népessége
| Év:            | 1994. | 2004.    | 2014.   | 2024.   |
| -------------- | ----- | -------- | ------- | ------- |
| Emberek száma: | 1024  | 811      | 796     | 779     |
| Eltérés:       |       | -20,80 % | -1,84 % | -2,13 % |

| Év:            | 2023. | 2024.   |
| -------------- | ----- | ------- |
| Emberek száma: | 781   | 779     |
| Eltérés:       |       | -0,25 % |

1880-ban Alsómotesicnek 158 lakosából 132 szlovák, 16 német, 2 magyar, 4 egyéb anyanyelvű  és 4 csecsemő, míg Felsőmotesicnek 401 lakosából 340 szlovák, 24 német, 12 magyar, 12 egyéb anyanyelvű, 1 idegen és 12 csecsemő volt. Bánpetri 130 lakosából 121 szlovák és 3 német anyanyelvű, 6 csecsemő volt.
1910-ben Alsómotesicnek 144 lakosából 140 szlovák, 3 magyar és 1 német, míg Felsőmotesicnek 510 lakosából 471 szlovák, 22 magyar, 10 német és 7 egyéb nemzetiségű volt. Bánpetri 412 lakosából 398 szlovák, 9 magyar és 5 német volt.
2001-ben 812 lakosából 797 szlovák volt.
2011-ben 786 lakosából 762 szlovák, 9 cseh, 2 egyéb, 1-1 ukrán és morba, illetve 11 ismeretlen nemzetiségű volt.

## Neves személyek
- Itt született 1737-ben Motesiczky Judit, ifj. Sallér István nádori ítélőmester felesége; a keszthelyi Georgikon alapítójának, Festetics Györgynek (1755–1819) anyósa.
- Alsómotesicen született 1792-ben Kostyál Ádám polgári és nemesi férfiszabó, szabómester, jelmezkészítő.

## Nevezetességei

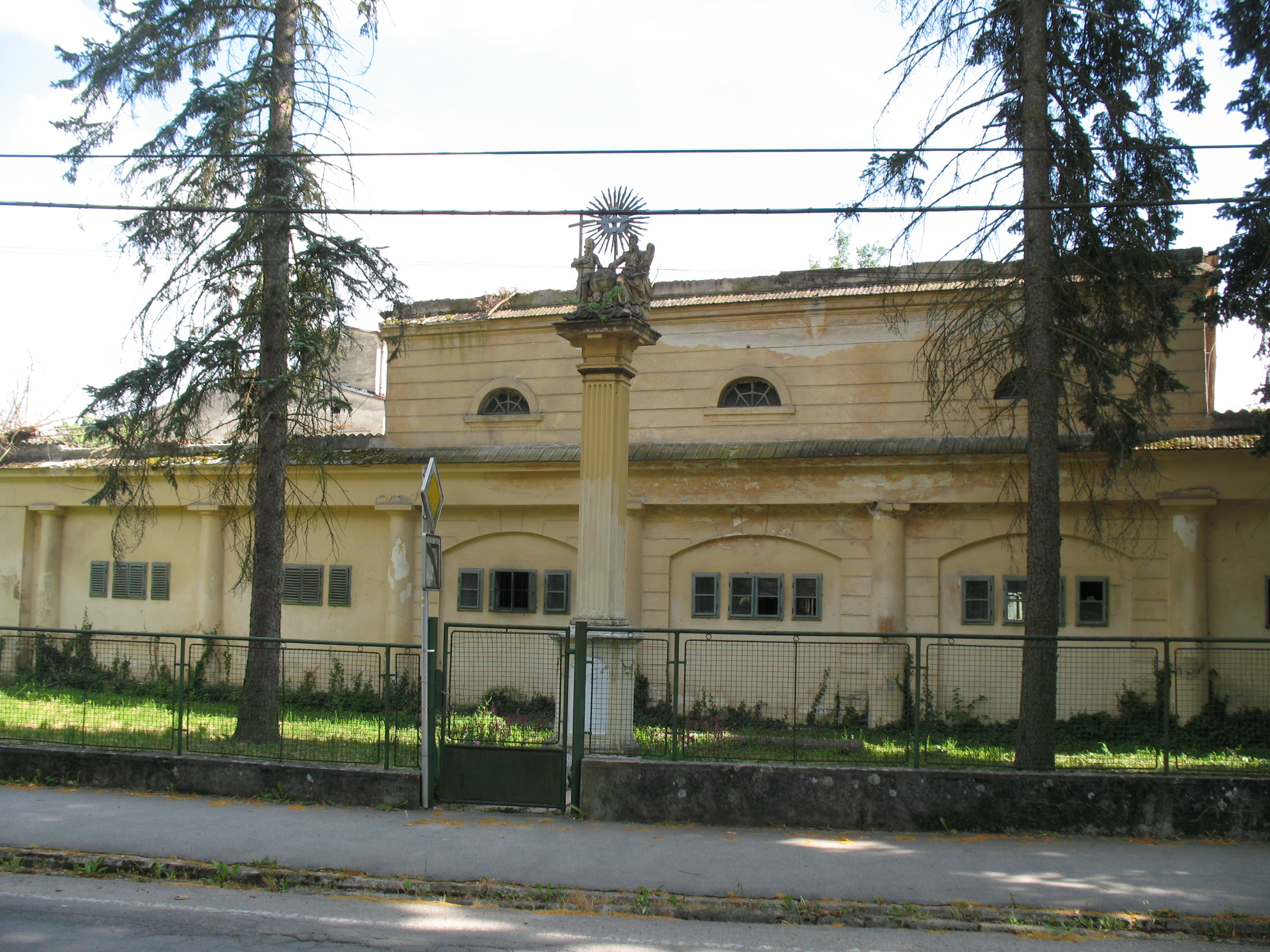

- Nagyboldogasszony tiszteletére szentelt római katolikus temploma a 12. században épült.
- Nepomuki Szent János tiszteletére szentelt kápolnája 1767-ben épült.
- Kastélya 1620-ban épült reneszánsz stílusban. Ma katonai objektum.

## Lásd még
- Alsómotesic
- Bánpetri
- Felsőmotesic